# 谷山彩子
谷山 彩子（たにやま あやこ、1966年 - ）は、日本のイラストレーター。

## 経歴・人物
東京都生まれ。多摩地区育ち。セツ・モードセミナーを卒業する。HB Gallery勤務を経る。1998年、フリーランスのイラストレーターとして活動を開始する。2005年には、有限会社タニヤを設立する。以降、個展の開催や絵本の出版を行う傍ら、『暮しの手帖』『Coyote』などの雑誌の他、書籍・広告などにイラストを提供している。暮らしまわりのモチーフを得意とする。東京イラストレーターズソサエティ（TIS）会員。

## 主な担当作品

### 雑誌
| タイトル   | 出版社                   | 備考 |
| ---------- | ------------------------ | ---- |
| 暮しの手帖 | 暮しの手帖社             |      |
| Coyote     | スイッチ・パブリッシング |      |
| 鷹         | 鷹俳句会                 |      |

### 書籍
| タイトル                                                | 著者                 | 発行       | 出版社                   | 備考       |
| ------------------------------------------------------- | -------------------- | ---------- | ------------------------ | ---------- |
| 翻訳のココロ                                            | 鴻巣友季子           | 2003年8月  | ポプラ社                 |            |
| おとなしいアメリカ人                                    | グレアム・グリーン   | 2004年8月  | 早川書房                 |            |
| タルト・タタンの夢                                      | 近藤史恵             | 2007年10月 | 東京創元社               |            |
| ヴァン・ショーをあなたに                                | 近藤史恵             | 2008年6月  | 東京創元社               |            |
| 「好き」からはじめよう 大切なことに気づく45のメッセージ | 中島未月             | 2008年6月  | リヨン社                 |            |
| 美女と竹林                                              | 森見登美彦           | 2010年12月 | 光文社                   | 光文社文庫 |
| 人生を劇的に変える〈ブッダの時間〉                      | ラマ・スールヤ・ダス | 2013年8月  | 新潮社                   |            |
| 「知」の読書術                                          | 佐藤優               | 2014年8月  | 集英社インターナショナル |            |
| Novel 11, Book 18                                       | ダーグ・ソールスター | 2015年4月  | 中央公論新社             |            |